# 韓定食
韓定食とは、韓国の伝統的な献立によって数種類の料理が出る定食。韓国料理の膳立てを西洋の定食のように格式ある料理で、前菜、主食、おかず、デザートで構成された膳立てである。
コース料理の形式を採用し、前菜、主食、おかず、デザートから成る。一般的な韓定食屋では、料金は一人当たり約30,000ウォンで、おかずの種類は多いが量は多くない。準備と食事に時間がかかるため、訪問時は時間を余裕を持って計画するのが望ましい。
韓定食と通常の定食は価格帯が異なり、韓定食は通常の定食の2-3倍以上の価格設定。出される食材は高級感があり、店の雰囲気も格式がある。ホン・シネのような人物は、定食の主役はご飯であり、デザートが付くと韓定食になると述べている。韓国の民話や朝鮮後期の飯床包丁などの記録にも、類似した膳立ての存在が確認される。韓国の宮中では、食事が時間順に提供される文化があったことが、真魚チャンアン文化からうかがえる。韓定食屋は一般的に静かで雰囲気の良い内装で、家族の顔合わせや集まり、記念日などに適している。マスメディアでも、年配者をもてなす場合に韓定食屋でのシーンが多く見られる。韓国の基本的な膳立てに加え、様々な肉料理、スープ、海産物、生野菜、塩辛などが提供される。一部の韓定食はコース料理形式を取り入れており、西洋料理の影響を受けた調理法や料理が見られることもある。食文化は時代と共に進化し、コース料理が取り入れられた韓定食について否定的な見方をするのは、その背景を考慮すると短絡的と言える。

## 概要
朝鮮王朝、大韓帝国は「謙譲なく一人上」が食文化だったため、韓定食は西洋の影響が強い大韓民国（韓国）の定食である。したがって食卓一つにあらゆるおかずが載っていて、多くの人が駆けつけてスプーンと箸で食べ物を食べる韓定食は西洋料理文化が伝来して作られた。 韓定食は前菜、主食、おかず、デザートで構成されている。 これは西洋風のコース料理を組み合わせたものといえる。 まず、韓定食料理は宮廷料理に由来するが、その格式は西洋料理文化に由来する。 つまり、宮廷料理に西洋風コース料理文化が融合して作られたのが韓定食だ。 しかし、1980年代に経済成長が実現し、韓定食文化が次第に大衆化し、韓定食の普遍化が実現し始めた。 ところが2000年代に入って賃金上昇が急激になされ始めた。 既存の労働集約的には高費用に耐え難くなった。 このような理由で一部の韓定食屋は簡便化·簡素化を通じて生き残る方法を考案し始めた。 これまではごちそうを作ることになれば、テーブルの脚が折れるほどおかずの種類が多かったが、おかずの種類を大幅に縮小させる方法で高費用に耐えてきた。 しかし、2016年にキム·ヨンラン法が施行され、韓定食屋はまた別の試練を迎えることになった。 1人当たりの接待食事代を3万ウォンに制限したのだ。 韓定食屋が接待客中心に商売をしてきたという点で、キム·ヨンラン法施行は韓定食屋の運営において途方もない打撃を呼び起こすことになった。